# Leinkupal
Leinkupal é um gênero fóssil de dinossauro da família Diplodocidae do Cretáceo Inferior da Argentina. Há uma única espécie descrita para o gênero Leinkupal laticauda. Seus restos fósseis foram encontrados na formação Bajada Colorada na província de Neuquén.